# 1. Münchner FC 1896
Der 1. Münchner FC 1896 war ein Fußballverein aus München. Entgegen der im Vereinsnamen genannten Jahreszahl wurde er erst 1899 gegründet, sah sich aber als Nachfolger des mutmaßlich ersten Fußballvereins der Stadt, den am 5. September 1896 gegründeten Terra Pila. Der 1. Münchner FC 1896 – nicht zu verwechseln mit dem 1. FC München der 1930er Jahre – gehörte im Januar 1900 zu den 86 Gründungsvereinen des Deutschen Fußball-Bunds, stellte aber schon im Jahr 1910 den Spielbetrieb ein.

## Geschichte

Anton Hübel, genannt „Haxentoni“,
war einer der Gründer von „Terra Pila“.

Mitglieder von „Terra Pila“
mit Schlagballschläger und Fußball
auf der Theresienwiese um 1896/98.

In München wurde das Fußballspiel vergleichsweise spät populär. Während sich in Berlin (1890) und in Hamburg/Altona (1894) bereits die ersten deutschen Fußballverbände gebildet hatten und Meisterschaftsrunden austrugen, trat der erste Fußballverein in der bayrischen Metropole erst 1896 öffentlich in Erscheinung. Am 5. September 1896 gründeten einige Gymnasiasten und Studenten, darunter Anton Hübel (1878–1954), wohl wegen seiner langen Beine „Haxentoni“ genannt, sowie der Deutschamerikaner Fred Dunn, einen „Verein für Rasensportarten“ und gaben ihm den lateinischen Namen „Terra Pila“ (lat. Erde und Ball). Gespielt wurde bevorzugt auf der Theresienwiese, auf der seit 1810 das Oktoberfest stattfindet. Wann dieser Verein mit dem Fußballspielen begann, ist nicht mehr festzustellen; laut Gründungsstatuten wurde die „Förderung und Verbreitung von Rasenspielen, insbesondere des Deutschball- und Faustballspieles“ als Vereinszweck genannt. Auf einem frühen Mannschaftsfoto ist neben einem Schlagballschläger allerdings auch ein Fußball zu sehen, und Fußball setzte sich auch als Hauptbetätigung des Vereins durch.
Ebenfalls 1896 wurde mit dem FC Nordstern 1896 ein weiterer Fußballverein gegründet, möglicherweise noch vor „Terra Pila“, denn der FC Nordstern bezeichnete sich auf seinem Briefpapier als „Aeltester Fussball-Club Münchens“; ein Nachweis darüber ist mangels Quellen aber nicht möglich. Wie bei Terra Pila waren auch die Mitglieder des FC Nordstern hauptsächlich Studenten. Im Jahr darauf, 1897, entstand mit der Fußballabteilung im MTV München von 1879 eine weitere Mannschaft, die den Sport regelmäßig ausübte. Von einem organisierten Spielbetrieb konnte zu dieser Zeit allerdings noch lange nicht die Rede sein.
Terra Pila löste sich bereits 1898 oder 1899 auf. Einige der Spieler der Mannschaft waren in andere Stadtteile übergesiedelt, andere, darunter auch Mitgründer Anton Hübel, widmeten sich nunmehr überwiegend dem Bergsport und gründeten bald darauf einen Verein namens „Die Bergaffen“. Ein Teil der Terra-Pila-Spieler, die weiter Fußball spielen wollten, schloss sich der Fußballabteilung des MTV München 1879 an, andere gründeten mit dem 1. Münchner Fußball-Club 1896 einen Nachfolgeverein.
Um die Jahrhundertwende stieg in München die Zahl von Fußball-Mannschaften an: 1899 waren neben dem 1. Münchner FC 1896 mit dem FC Bavaria 1899 sowie der Fußballabteilung im TV München 1860 zwei weitere hinzugekommen, am 27. Februar 1900 wurde der FC Bayern München als Abspaltung von elf Spielern des MTV München 1879 gegründet. Der 1. Münchner FC 1896 war der Gegner im ersten Spiel des FC Bayern, das im März 1900 auf dem städtischen Spielplatz auf der Schyrenwiese stattfand und das die Bayern mit 5:2 für sich entschieden. Auch für die späteren „Löwen“, die Fußballmannschaft des TV 1860, war der Verein der Gegner im ersten öffentlichen Fußballspiel, sie unterlagen dem 1. Münchner FC 1896 am 27. Juli 1902 mit 2:4.
Mit der zunehmenden Zahl der Vereine kam in München ganz allmählich ein organisierter Spielbetrieb in Gang. Ab 1900 wurden in München Stadtmeisterschaften ausgespielt. Diese „Meisterschaften“ waren anfangs inoffizieller Natur, denn zwar bestand in Süddeutschland schon seit 1897 der Verband Süddeutscher Fußball-Vereine, der aber zu dieser Zeit lediglich eine überregionale Endrunde organisierte, so dass die Vereine, was einen regelmäßigen lokalen Spielbetrieb betraf, auf Eigeninitiative angewiesen waren. Bald konstituierten sich mit dem Verband Münchner Fußball-Vereine (VMFV) und dem Münchner Fußball-Bund (MFB) zwei örtliche Verbände, die fortan die Meisterschaftsrunden organisieren sollten.
Als der Süddeutsche Fußball-Verband 1905/06 erstmals auch in Bayern eine Punktspielrunde ansetzte und im Südkreis, A-Klasse Südbayern sechs Mannschaften aus München sowie der MTV Augsburg gegeneinander antraten, gehörte der 1. Münchner FC 1896 ebenso wenig zur obersten Spielklasse wie in den darauf folgenden Spielzeiten. Wie die beiden anderen Vereine aus München, die in der Liste der 86 Gründungsvereine des Deutschen Fußball-Bunds aufgeführt sind, bestand der 1. FC 1896 nur wenige Jahre: Der FC Nordstern löste sich im Februar 1902 auf, der FC Bavaria bestand nur bis 1907 als eigenständiger Verein und ging dann als Fußballabteilung in der Turngemeinde München A.V. auf, und den 1. Münchner FC 1896 zwangen schließlich laut Vereinschronik nicht näher ausgeführte „widrige Umstände“ zur Einstellung des Spielbetriebs. Die Mitglieder des Vereines pflegten allerdings ab 1911 weiterhin die Geselligkeit und noch bis in die 1960er Jahre fanden regelmäßig Kegelabende statt.